# Bärau
Bärau ist eine Ortschaft in der Gemeinde Langnau im Emmental im Verwaltungskreis Emmental des Schweizer Kantons Bern.

Flugaufnahme 1954
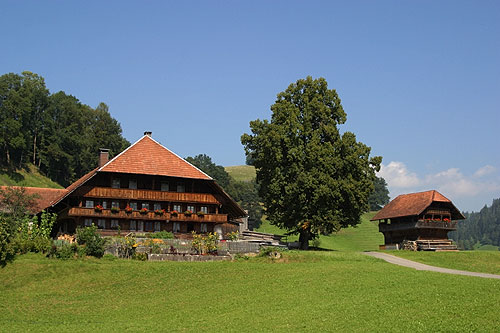
Emmentaler Bauernhof mit Kornspycher in Bärau